# Jill Crossland
Jill Crossland (Yorkshire, ...) è una pianista britannica.
Ha studiato con Ryszard Bakst (a sua volta allievo di Heinrich Neuhaus) alla Chethams School of Music e al Royal Northern College a Manchester e in seguito con Paul Badura-Skoda a Vienna. Registra musica per la Warner Music e la Divine Art Record Company. È specializzata nell'interpretazione di Bach.
Si esibisce con regolarità sia nel Regno Unito, sia all'estero. Ha debuttato alla Wigmore Hall nel 2004. Preferisce il periodo classico e barocco, che caratterizzano il suo repertorio, al quale imprime una particolare passione e un contenuto carico di emozione.
Jill Crossland è nel pieno della sua carriera artistica sia per i concerti che per le incisioni, si tratta di una delle star della generazione dei pianisti contemporanei in Europa, con frequenti partecipazioni ad eventi televisivi e radiofonici.
Ha inoltre realizzato alcune colonne sonore ed in particolare la sua interpretazione dell'aria iniziale delle Variazioni Goldberg per la Apex/Warner Classics è stata utilizzata per Il paziente inglese, ripresa anche sulla copertina di Classic FM Magazine di novembre 2004. Nella compilation Warner Classics/ RPO 2004 Classic Flicks e per Hannibal è stata utilizzata l'aria di chiusura, pubblicata anche negli Stati Uniti in Simply the Best Movie Themes.